# Urotrygon chilensis
Urotrygon chilensis là một loài cá thuộc họ Urotrygonidae. Loài này có ở Chile, Colombia, Costa Rica, Ecuador, El Salvador, Guatemala, Honduras, México, Nicaragua, Panama, và Peru. Môi trường sống tự nhiên của chúng là vùng biển mở. 